# تیزی وزو
تیزی وزو شهری است در الجزایر.
این شهر مرکز استان تیزی وزو است. تیزی وزو از مراکز قوم کابیله است و معنی نام این شهر در زبان آمازیغ «دیدگاه گُل» است.